# Lista monumentelor istorice din județul Cluj - A

Simbol utilizat pentru monumentele istorice

Lista monumentelor istorice din județul Cluj - A cuprinde monumentele istorice înscrise în Patrimoniul cultural național al României și aflate în localități din județul Cluj al căror nume începe cu litera A. 
Lista completă este menținută și actualizată periodic de către Ministerul Culturii, Cultelor și Patrimoniului Național din România, prin intermediul Institutului Național al Patrimoniului, ultima versiune datând din 2015. Această listă cuprinde și actualizările ulterioare, realizate prin ordin al ministrului culturii.
Puteți căuta un monument din județul Cluj folosind formularul de mai jos sau puteți naviga prin toate monumentele din județ la lista monumentelor istorice din județul Cluj.
| Cod LMI                                           | Denumire                                                       | Localitate                            | Localizare                                                                       | Datare, Creatori                                                     | Imagine               | Erori             |
| ------------------------------------------------- | -------------------------------------------------------------- | ------------------------------------- | -------------------------------------------------------------------------------- | -------------------------------------------------------------------- | --------------------- | ----------------- |
| CJ-I-s-B-06934 (RAN: 55482.06)                    | Așezare fortificată                                            | sat Aghireșu; comuna Aghireșu         | „Dealul Tucas” („Hudia”)                                                         | Preistorie                                                           | Încarcă foto \| video | Raportează eroare |
| CJ-I-s-B-06935 (RAN: 55482.02)                    | Așezare fortificată                                            | sat Aghireșu; comuna Aghireșu         | Dealul „La Stoguri” 46.871°N 23.241°E                                            | Latène                                                               | Încarcă foto \| video | Raportează eroare |
| CJ-I-s-B-06936 (RAN: 55482.03)                    | Așezare                                                        | sat Aghireșu; comuna Aghireșu         | „Căpranța” și „Iarba Căprenții” 46.88158°N 23.22467°E                            | Epoca romană                                                         | Încarcă foto \| video | Raportează eroare |
| CJ-I-s-B-06937                                    | Situl arheologic de la Aiton, punct „Șurilor”                  | sat Aiton; comuna Aiton               | „Șurilor”                                                                        |                                                                      | Încarcă foto \| video | Raportează eroare |
| CJ-I-m-B-06937.01 (RAN: 55605.02.02)              | Așezare                                                        | sat Aiton; comuna Aiton               | „Șurilor”                                                                        | Epoca bronzului, Cultura Sighișoara Wietenberg                       | Încarcă foto \| video | Raportează eroare |
| CJ-I-m-B-06937.02 (RAN: 55605.02.01)              | Așezare                                                        | sat Aiton; comuna Aiton               | „Șurilor”                                                                        | Neolitic, Cultura Turdaș (faza târzie)                               | Încarcă foto \| video | Raportează eroare |
| CJ-I-s-B-06938 (RAN: 56274.02)                    | Situl arheologic de la Aiton, punct „Deasupra Morii”           | sat Aiton; comuna Aiton               | „Deasupra Morii”                                                                 |                                                                      | Încarcă foto \| video | Raportează eroare |
| CJ-I-m-A-06938.01                                 | Așezare                                                        | sat Aiton; comuna Aiton               | „Deasupra Morii”                                                                 | Epoca migrațiilor                                                    | Încarcă foto \| video | Raportează eroare |
| CJ-I-m-A-06938.02                                 | Așezare                                                        | sat Aiton; comuna Aiton               | „Deasupra Morii”                                                                 | Epoca romană                                                         | Încarcă foto \| video | Raportează eroare |
| CJ-I-m-B-06938.03                                 | Așezare                                                        | sat Aiton; comuna Aiton               | „Deasupra Morii”                                                                 | Preistorie                                                           | Încarcă foto \| video | Raportează eroare |
| CJ-I-s-A-06939 (RAN: 55605.18)                    | Situl arheologic de la Aiton, punct „Între pâraie”             | sat Aiton; comuna Aiton               | „Între pâraie” 46.66889°N 23.73556°E                                             |                                                                      | Încarcă foto \| video | Raportează eroare |
| CJ-I-m-A-06939.01 (RAN: 55605.18.03)              | Așezare                                                        | sat Aiton; comuna Aiton               | „Între pâraie” 46.66889°N 23.73556°E                                             | Epoca bronzului, Cultura Sighișoara Wietenberg                       | Încarcă foto \| video | Raportează eroare |
| CJ-I-m-A-06939.02 (RAN: 55605.18.02)              | Așezare                                                        | sat Aiton; comuna Aiton               | „Între pâraie” 46.66889°N 23.73556°E                                             | Eneolitic, Cultura Tiszapolgár                                       | Încarcă foto \| video | Raportează eroare |
| CJ-I-m-A-06939.03 (RAN: 55605.18.01)              | Așezare                                                        | sat Aiton; comuna Aiton               | „Între pâraie” 46.66889°N 23.73556°E                                             | Neolitic, grupul cultural Iclod                                      | Încarcă foto \| video | Raportează eroare |
| CJ-I-s-B-06940 (RAN: 55605.04)                    | Vestigiile drumului Napoca - Potaissa                          | sat Aiton; comuna Aiton               | „La cruci”                                                                       | Epoca romană                                                         | Încarcă foto \| video | Raportează eroare |
| CJ-I-s-B-06941 (RAN: 55696.01)                    | Așezare                                                        | sat Apahida; comuna Apahida           | „Fața Merezii”                                                                   | Preistorie                                                           | Încarcă foto \| video | Raportează eroare |
| CJ-I-s-B-06942 (RAN: 55696.02)                    | Situl arheologic de la Apahida, punct „După deal, la tău”      | sat Apahida; comuna Apahida           | „După deal, la tău”, „Cocor”, „Dărăuaș”, „Râtul satului”                         |                                                                      | Încarcă foto \| video | Raportează eroare |
| CJ-I-m-B-06942.01 (RAN: 55696.02.03)              | Așezare                                                        | sat Apahida; comuna Apahida           | „După deal, la tău”, „Cocor”, „Dărăuaș”, „Râtul satului”                         | Epoca romană                                                         | Încarcă foto \| video | Raportează eroare |
| CJ-I-m-B-06942.02 (RAN: 55696.02.01, 55696.02.02) | Așezare                                                        | sat Apahida; comuna Apahida           | „După deal, la tău”, „Cocor”, „Dărăuaș”, „Râtul satului”                         | Preistorie                                                           | Încarcă foto \| video | Raportează eroare |
| CJ-I-s-B-06943 (RAN: 55696.04)                    | Situl arheologic de la Apahida, punct „Km 3,0-km 3,1”          | sat Apahida; comuna Apahida           | În dreptul km 3,0 și 3,1 al căiiferate Apahida-Dej                               |                                                                      | Încarcă foto \| video | Raportează eroare |
| CJ-I-m-B-06943.01 (RAN: 55696.04.01)              | Așezare                                                        | sat Apahida; comuna Apahida           | În dreptul km 3,0 și 3,1 ai căiiferate Apahida-Dej 46.81156°N 23.75903°E         | Epoca bronzului, Cultura Sighișoara Wietenberg                       | Încarcă foto \| video | Raportează eroare |
| CJ-I-m-B-06943.02 (RAN: 55696.04.02)              | Necropolă                                                      | sat Apahida; comuna Apahida           | În dreptul km 3,0 și 3,1 ai căiiferate Apahida-Dej 46.81156°N 23.75903°E         | Latène                                                               | Încarcă foto \| video | Raportează eroare |
| CJ-I-s-A-06944 (RAN: 55696.05)                    | Villa rustica                                                  | sat Apahida; comuna Apahida           | „Tarcea Mică” 46.81944°N 23.74083°E                                              | sec. II.III p. Chr.                                                  | Încarcă foto \| video | Raportează eroare |
| CJ-I-s-A-06945 (RAN: 55696.03)                    | Așezare                                                        | sat Apahida; comuna Apahida           | Dealul „Pădurița”, pe platoul larg de deasupra versantului 46.81583°N 23.76194°E | sec. II - III p. Chr.                                                | Încarcă foto \| video | Raportează eroare |
| CJ-I-s-A-06946 (RAN: 55696.07)                    | Necropolă                                                      | sat Apahida; comuna Apahida           | Vatra satului, lângă punct control circulație 46.8°N 23.75472°E                  | sec. V - VI                                                          |                       | Raportează eroare |
| CJ-I-s-B-06947 (RAN: 59675.01)                    | Situl arheologic de la Aruncuta, punct „Cremeniș”, „Cânepiște” | sat Aruncuta; comuna Suatu            | „Cremeniș”, „Cânepiște”, „Râtu Oii”                                              |                                                                      | Încarcă foto \| video | Raportează eroare |
| CJ-I-m-B-06947.01 (RAN: 59675.01.02)              | Așezare                                                        | sat Aruncuta; comuna Suatu            | „Cremeniș”, „Cânepiște”, „Râtu Oii”                                              | sec. II - III p. Chr., Epoca romană                                  | Încarcă foto \| video | Raportează eroare |
| CJ-I-m-B-06947.02 (RAN: 59675.01.01)              | Așezare                                                        | sat Aruncuta; comuna Suatu            | „Cremeniș”, „Cânepiște”, „Râtu Oii”                                              | Perioada de tranziție la epoca bronzului, Cultura Coțofeni, faza III | Încarcă foto \| video | Raportează eroare |
| CJ-I-s-A-06948 (RAN: 55785.01)                    | Situl arheologic de la Așchileu, punct „dealul Grecea”         | sat Așchileu Mare; comuna Așchileu    | Dealul „Grecea”                                                                  |                                                                      | Încarcă foto \| video | Raportează eroare |
| CJ-I-m-A-06948.01 (RAN: 55785.01.02)              | Așezare fortificată                                            | sat Așchileu Mare; comuna Așchileu    | Dealul „Grecea”                                                                  | Epoca migrațiilor                                                    | Încarcă foto \| video | Raportează eroare |
| CJ-I-m-A-06948.02 (RAN: 55785.01.01)              | Așezare fortificată                                            | sat Așchileu Mare; comuna Așchileu    | Dealul „Grecea”                                                                  | Preistorie                                                           | Încarcă foto \| video | Raportează eroare |
| CJ-II-m-B-07508 (RAN: 56586.01)                   | Biserica de lemn „Sf. Treime”                                  | sat Agârbiciu; comuna Căpușu Mare     | 179                                                                              | sec. XVII                                                            | Alte imagini          | Raportează eroare |
| CJ-II-m-B-07509 (RAN: 55482.08)                   | Biserica reformată                                             | sat Aghireșu; comuna Aghireșu         | 30                                                                               | sec. XIII-XV                                                         | Alte imagini          | Raportează eroare |
| CJ-II-m-B-07510 (RAN: 55482.09)                   | Biserica de lemn „Sf. Arhangheli Mihail și Gavriil”            | sat Aghireșu; comuna Aghireșu         | 157                                                                              | 1780                                                                 | Alte imagini          | Raportează eroare |
| CJ-II-m-B-07511 (RAN: 55482.07)                   | Ruinele castelului Bocskay                                     | sat Aghireșu; comuna Aghireșu         | 367 46.87012°N 23.23728°E                                                        | 1572                                                                 | Alte imagini          | Raportează eroare |
| CJ-II-m-B-07512 (RAN: 55491.01)                   | Biserica de lemn „Nașterea Maicii Domnului”                    | sat Aghireșu-Fabrici; comuna Aghireșu | 284                                                                              | sec. XVIII                                                           | Alte imagini          | Raportează eroare |
| CJ-II-m-B-07513                                   | Biserică de lemn                                               | sat Aiton; comuna Aiton               | 16                                                                               | 1711                                                                 | Încarcă foto \| video | Raportează eroare |
| CJ-II-m-B-07515 (RAN: 55605.19)                   | Biserica reformată                                             | sat Aiton; comuna Aiton               | 161                                                                              | sec. XVIII - XIX                                                     | Alte imagini          | Raportează eroare |
| CJ-II-m-B-07516 (RAN: 55632.01)                   | Biserica reformată                                             | sat Aluniș; comuna Aluniș             | 128                                                                              | sec. XVII                                                            | Alte imagini          | Raportează eroare |
| CJ-II-m-B-07517 (RAN: 59452.01)                   | Biserica reformată                                             | sat Alunișu; comuna Sâncraiu          | 68 46.83028°N 22.94035°E                                                         | sec. XVIII - XIX                                                     | Alte imagini          | Raportează eroare |
| CJ-II-m-B-07518 (RAN: 55696.08)                   | Biserica de lemn „Sf. Arhangheli Mihail și Gavriil”            | sat Apahida; comuna Apahida           | Str. Crișan 14                                                                   | 1806                                                                 | Alte imagini          | Raportează eroare |
| CJ-II-m-B-07519                                   | Biserica de lemn „Sf. Îngeri”                                  | sat Așchileu Mare; comuna Așchileu    | 176 46.98244°N 23.48967°E                                                        | 1825                                                                 | Alte imagini          | Raportează eroare |
| CJ-II-m-B-07520 (RAN: 55794.02)                   | Biserica de lemn „Sf. Îngeri”                                  | sat Așchileu Mic; comuna Așchileu     | 41 46.98599°N 23.43689°E                                                         | 1801                                                                 | Alte imagini          | Raportează eroare |